# Gasterella luteophila
Gasterella luteophila är en svampart som beskrevs av Zeller & L.B. Walker 1935. Gasterella luteophila ingår i släktet Gasterella och familjen Gasterellaceae.   Inga underarter finns listade i Catalogue of Life.